# Drenje, Dolenjske Toplice
Drenje este o localitate din comuna Dolenjske Toplice, Slovenia, cu o populație de 50 de locuitori.